# You’ll Rebel to Anything
You'll Rebel to Anything — третий студийный альбом нью-йоркской группы Mindless Self Indulgence, выпущен 12 апреля 2005 года. За пределами США альбом вышел в ноябре 2007 как дополненное и отредактированное издание. Это издание вышло также и в США, но уже 22 января 2008. 5 марта 2008 года вышло японское издание на котором можно найти демоверсию песни «Bomb This Track», которая появится в полном варианте в If.

## Об альбоме
Данный альбом является переломным в истории группы. Это первый альбом в котором на басу была уже не Vanessa Y. T., а Lyn-Z, это первый альбом группы, имеющий альтернативные версии, первый альбом, попавший в Billboard, первый альбом, который издавался за пределами США. Также на песни из этого альбома впервые снимаются полноценные клипы, а не концертные видео.

Ремикс группы KMFDM на песню «Straight to Video» попал в саундтрек игр Burnout Revenge и Burnout Legends.

## Обложка
На обложке показан лишь синий крест, состоящий из контроллеров различных игровых систем, таких как Gamecube, PS1, PS2, Atari 2600, XBOX, SNES, NES, Sega Genesis и Power Glove.

## Список композиций
1. «Shut Me Up» – 2:48
2. «1989» – 1:57
3. «Straight to Video» – 3:44
4. «Tom Sawyer» (Geddy Lee, Neil Peart, Alex Lifeson, Pye Dubois) – 2:24
  - Rush cover
5. «You'll Rebel to Anything (As Long as It's Not Challenging)» – 2:32
6. «What Do They Know?» – 3:08
7. «Stupid MF» – 2:25
8. «2 Hookers and an Eightball» – 2:17 (Изначально издан на Alienating Our Audience как «Two Hookers»)
9. «Prom» – 2:29
10. «Bullshit» – 2:40

### Бонус-треки

#### Чистая версия
1. «Mic Commander» – 2:02

#### Винил
1. «La Di Da Di» (Moses Davis, Ricky Walters) – 3:49
  - Originally recorded by Doug E. Fresh & the Get Fresh Crew

#### Дополненное и Обновлённое издание
1. «Mic Commander» (dirty version) – 2:05
2. «La Di Da Di» – 3:49
3. «Make Me Cum» – 2:50 (demo)
4. «Wack!» – 2:34 (концертная запись Webster Hall, NYC July 2005; изначально издавался на Despierta Los Niños)

#### Японское издание
1. «Mic Commander»
2. «Bomb This Track» (демоверсия)
3. «Frying Pan» (изначально появился на Another Mindless Rip Off)
4. «La Di Da Di»
5. «Shut Me Up» (1200XL Mix, remix by VNV Nation)
6. «Shut Me Up» (Groandome Metal Mix, remix by Ulrich Wild)
7. «Straight to Video» (Burnout Revenge Mix, remix by KMFDM)
8. «Straight to Video» (Remix according to Combichrist)
9. «What Do They Know?» (Extended Pleasure Mix, remix by Hollowboy)
10. «What Do They Know?» (Backstabber's Delight Mix, remix by Procon)

## Видеоклипы
- «You'll Rebel to Anything» (режиссёр Alexander Serpico)
- «Shut Me Up» (режиссёр Jhonen Vasquez)
- «Straight to Video» (режиссёр Poz Lang)

## Участники записи
- Little Jimmy Urine — вокал, программирование.
- Steve, Righ? — гитара, бэк-вокал
- Lyn-Z — бас-гитара
- Kitty — барабаны
- Кенни Мухаммад — битбокс на «La-Di-Da-Di»